# 大竹市議会
大竹市議会（おおたけしぎかい）は、広島県大竹市に設置されている地方議会である。

## 概要
- 定数：16人（欠員1）[2]
- 任期：2023年8月 - 2027年8月31日[3]
- 議長：北地範久（第40代）[4]（2023年9月6日[5] - ）（創成会）[6]
- 副議長：寺岡公章[4]（2023年9月6日[5] - ）（調の会）[6]
正副議長は2年交代を申し合わせている[5]。
- 大竹市議会事務局：大竹市役所本庁舎5階[1]

## 会派
- 創成会（3人）
- 政啓クラブ（3人）
- 調の会（3人）
- 市民の味方（2人）
- 公明（1人）
- 志青会（人）
- 風（1人）
- オリーブネット（1人）

## 委員会
- 常任委員会[7]
  - 総務文教委員会（7人）
  - 生活環境委員会（8人）
  - 議会運営委員会（6人）
- 広報広聴特別委員会（7人）[8]

## 議員報酬と諸手当
- 月額[9]
  - 議長：月額 473,000円
  - 副議長：月額 473,000円
  - 議員：月額 370,000円
- 期末手当：6月および12月
- 政務活動費：議員に対して月額18,000円[10]

## 議会だより
- おおたけ市議会だより（発行：1日 大竹市議会）[11]

## 議員定数
| 投開票日                       | 定数 | 立候補者 | 投票率  |
| ------------------------------ | ---- | -------- | ------- |
| 2003年8月3日                   | 18   | 21       | 73.87％ |
| 2007年8月12日                  | 16   | 21       | 70.79%  |
| 2011年8月7日                   | 16   | 21       | 66.56%  |
| 2015年8月9日                   | 16   | 19       | 60.66％ |
| 2019年7月28日告示 2019年8月4日 | 16   | 16       | 無投票  |
| 2023年8月6日                   | 16   | 18       | 43.77％ |

## 歴代議長
- 西川健三
- 寺岡公章
- 児玉朋也
- 細川雅子
- 賀屋幸治
- 第40代：北地範久[4]

## 沿革
- 1954年 - 佐伯郡大竹町、小方町、玖波町、栗谷村と友和村の一部（松ヶ原地区）が合併して市制施行。大竹市議会、発足。
- 2023年8月6日投開票の市議選、18人の候補者で得票数16番目の候補者が公職選挙法に基づく法定得票数に届かず、欠員1の定数割れとなった[2]。